# ОУ „Георги Димитров“ (Босилеград)
ОУ „Георги Димитров“ е общообразователно училище в град Босилеград. Директор на училището е Методи Чипев. В него се обучават предимно българчета.
Училището е с филиали във всички села на Община Босилеград. В Основно училище „Георги Димитров“ учат около 780 ученика.
В селата Долна и Горна Любата, Бистър и Горна Лисина има филиали на училището, в които се преподава от 1 до 8 клас, а в останалите 22 села съществуват паралелки от 1 до 4 клас.

## Възпитаници
- Йордан Захариев (1877 – 1965)